# 器用
| ウィキペディアには「器用」という見出しの百科事典記事はありません（タイトルに「器用」を含むページの一覧/「器用」で始まるページの一覧）。 代わりにウィクショナリーのページ「器用」が役に立つかもしれません。 |